# Hospital Regional Eleazar Guzmán Barrón
El Hospital Regional Eleazar Guzmán Barrón (HREGB) se encuentra ubicado en el distrito de Nuevo Chimbote, provincia del Santa, Perú. Fue inaugurado el 10 de octubre de 1981 por el presidente Fernando Belaunde Terry y fue construido con ayuda del Gobierno Alemán. Su misión es brindar atención médico quirúrgica integral, buscando la satisfacción de los usuarios mediante un servicio de calidad y calidez. En febrero del año 2024 se eligió como nuevo director de la institución al médico cirujano Rubén Palomino Tenorio.
El centro hospitalario es una entidad adscrita al Ministerio de Salud, cuenta con 13 departamentos y 20 consultorios que atienden de forma presencial, estos son: anestesiología, enfermería, nutrición, medicina interna, medicina física y rehabilitación, psicología, cirugía, pediatría, neonatológica, cardiología, urología, oftalmología, nefrología, entre otros.
En 1991 sirvió como Unidad de tratamiento del cólera que fue controlada en 1995, desde ahí se le conoce como el Hospital Amigo de la Madre y del Niño por la UNICEF. En 1996 inauguraron el primer módulo de Atención Integral del Niño del país y en 1998 fue calificado como Hospital Docente de Capacitación Materno Infantil.
Es un hospital conocido por sus constantes convenios con diversas instituciones, así como también, por la adquisición de equipos de última tecnología para la detección y tratamiento oportuno de diversas enfermedades que afectan a la población de este distrito.